# Song Se-ra
Song Se-ra (n. 6 septembrie 1993, Geumsan County⁠(d), Chungcheong de Sud, Coreea de Sud) este o scrimeră sud-coreeană, medaliată olimpică. A participat la o ediție a Jocurilor Olimpice (2020) în care a câștigat o medalie de argint.